# Sauerkleegewächse
Die Sauerkleegewächse (Oxalidaceae) sind eine Familie der Sauerkleeartigen (Oxalidales).
Oxalsäure wurde erstmals im Sauerklee nachgewiesen und ist in allen Taxa der Familie enthalten.

## Beschreibung

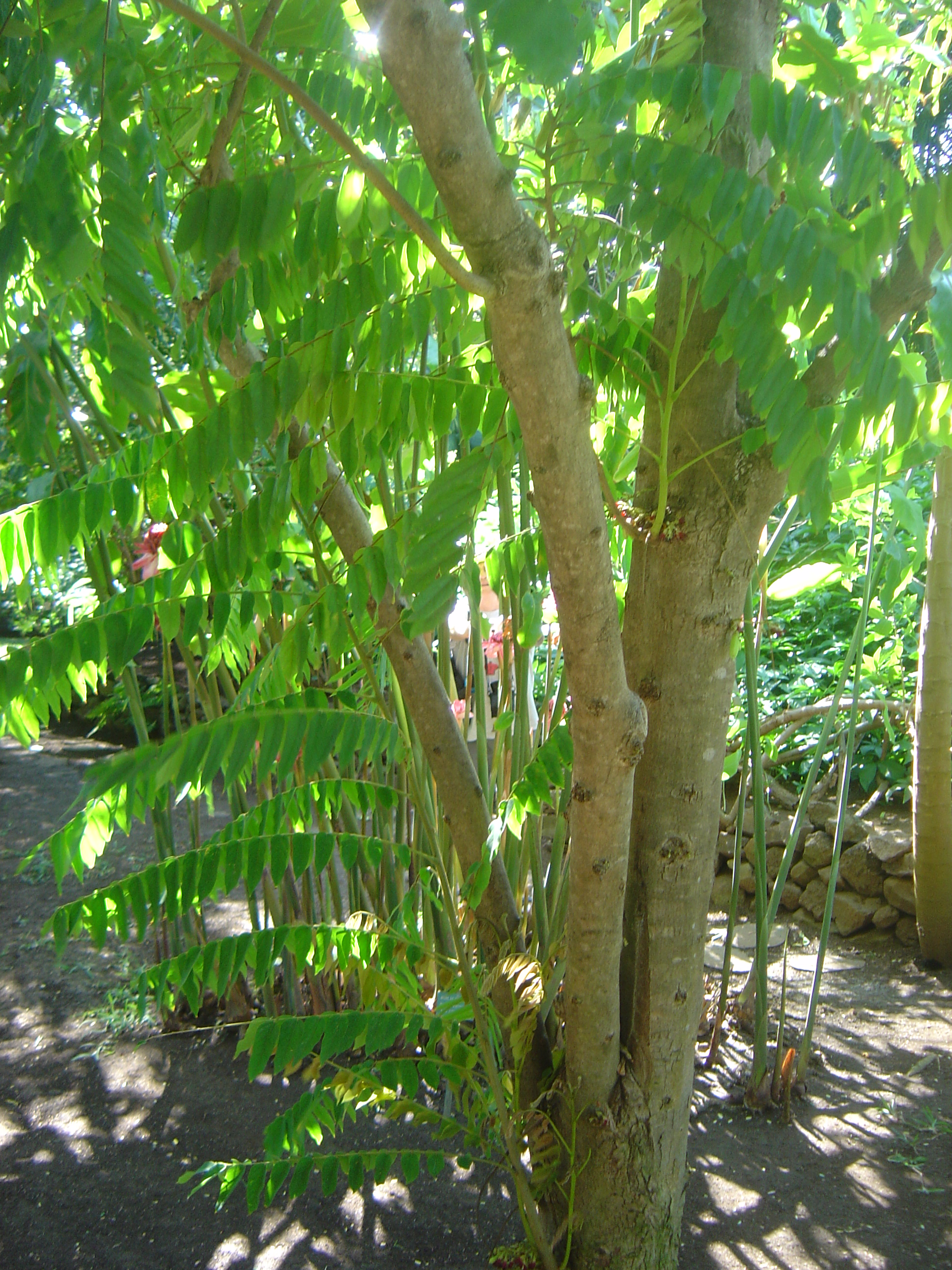
Habitus und gefiederte Laubblätter des Gurkenbaumes (Averrhoa bilimbi)

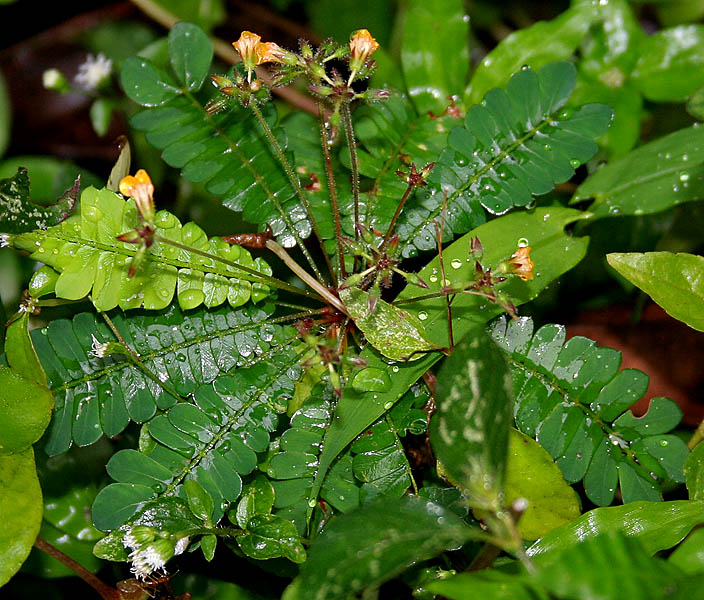
Habitus, gefiederte Laubblätter und Blüten von Biophytum reinwardtii

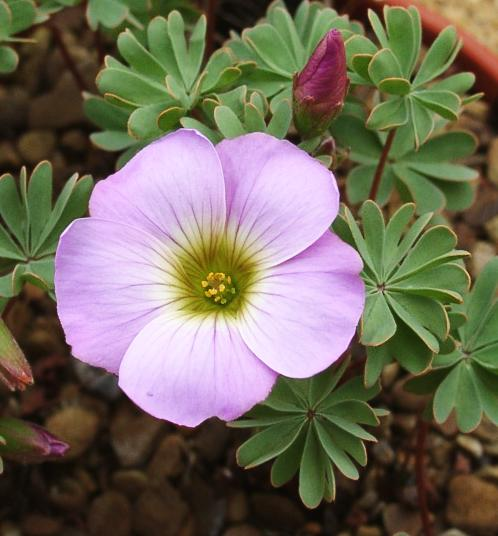
Blüte und Laubblätter von Oxalis enneaphylla

### Erscheinungsbild und Blätter
Es sind einjährige überwiegend ausdauernde krautige Pflanzen, es gibt aber auch verholzende Taxa: Sträucher, Bäume (Averrhoa) und Lianen (Dapania).
Die grundständig oder wechselständig beziehungsweise wirtelig an den Sprossachsen verteilt angeordneten Laubblätter sind in Blattstiel und Blattspreite gegliedert. Die Blattspreiten sind meist zusammengesetzt (gefingert, dreizählig oder gefiedert). Bei einigen Taxa werden Schlaf- oder Reizbewegungen durchgeführt und zwar können die Fiederblättchen nach unten zusammengeklappt werden. Der Blattrand ist immer glatt. Nebenblätter fehlen oder sind klein.

### Blütenstände und Blüten
Die Blüten stehen einzeln in den Blattachseln oder in doldigen, zymösen oder traubigen Blütenständen zusammen. Die zwittrigen Blüten sind radiärsymmetrisch und fünfzählig mit doppelter Blütenhülle. Die fünf Kelchblätter sind frei oder höchstens an ihrer Basis verwachsen. Die fünf Kronblätter sind frei oder höchstens an der Basis etwas verwachsen, manchmal sind sie deutlich genagelt. Es sind zwei Kreise mit je fünf Staubblätter vorhanden. Bei den meisten Arten haben die Staubblätter der beiden Kreise unterschiedliche Längen, wobei die Staubfäden des äußeren Kreises meist kürzer sind. Die Staubfäden können an ihrer Basis verwachsen sein. Es liegt oft Heterostylie, meist Tristylie vor. Fünf oberständigen Fruchtblätter sind meist zu einem, fünfkammerigen Fruchtknoten verwachsen, bei Biophytum sind sie mehr oder weniger frei. Jedes Fruchtblatt enthält selten eine, meist zwei bis einige hängende, anatrope oder hemianatrope Samenanlagen in meist zentralwinkelständiger, bei Biophytum in marginaler Plazentation. Die meist fünf Griffel sind frei und enden jeweils in kopfigen oder kurz zweispaltigen Narben.

### Früchte und Samen
Es werden loculicidale Kapselfrüchte mit unterschiedlichen Öffnungsmechanismen oder seltener Beeren gebildet. 
Bei Arten mit Kapselfrüchten besitzen die Samen an ihrer Basis eine fleischige Verdickung der Epidermis, die beim Trocknen schrumpft, umklappt und dadurch den Samen wegschleudert. Es ist fleischiges, oft ölhaltiges Endosperm vorhanden.

## Vorkommen
Die Sauerkleegewächse kommen auf der ganzen Welt, außer in sehr kalten Gebieten vor. Ihr Verbreitungsschwerpunkt liegt aber in den Tropen und Subtropen.
Sie gedeihen in einer Vielzahl von Habitaten von Regenwäldern bis hin zu Wüsten.

## Systematik
Als Erstveröffentlichung dieser Familie gilt unter dem Namen „Oxalideae“ Robert Brown: Narrative of an Expedition to Explore the River Zaire, 1818, S. 433. Typusgattung ist Oxalis L.  Taxa der früheren Familie Averrhoaceae Hutch. gehören heute zu den Oxalidaceae. 
Die Familie der Sauerkleegewächse (Oxalidaceae) enthält etwa fünf Gattungen mit etwa 780 Arten:
- Averrhoa L.: Mit zwei Arten im tropischen Asien:
  - Gurkenbaum (Averrhoa bilimbi L.)
  - Sternfrucht, oder Karambole genannt, (Averrhoa carambola L.)
- Biophytum DC.: Mit etwa 50 Arten in den Tropen und Subtropen der Welt.
- Dapania Korth.: Mit etwa drei Arten, zwei davon in Malesien und eine Art auf Madagaskar.
- Sauerklee (Oxalis L.): Mit 700 bis 800 Arten fast weltweit.
- Sarcotheca DC.: Mit der vielleicht einzigen Art:
  - Sarcotheca laxa (Ridl.) Knuth: Sie kommt in Malesien vor.[3]

## Nutzung
Vom Gurkenbaum (Averrhoa bilimbi) und der Sternfrucht oder Karambole (Averrhoa carambola) werden die Früchte genutzt. Oxalis tuberosa wird mit vielen Sorten angebaut um ihre Sprossknollen zu ernten.
Einige Oxalis-Arten und ihre Sorten werden als Zierpflanzen verwendet.